# راه حل نهایی

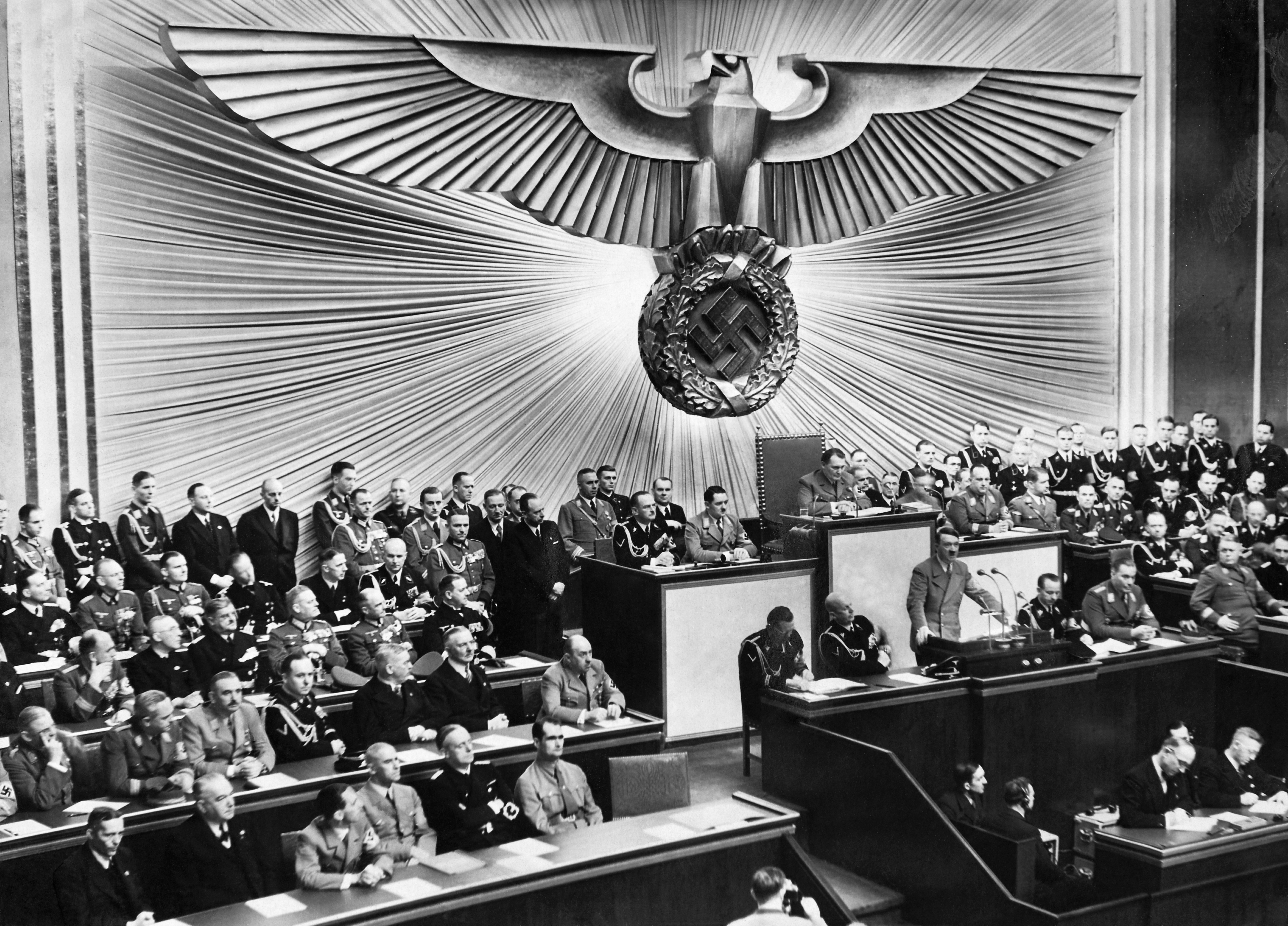
نگاره‌ای تاریخی از نطق آدولف هیتلر، پیشوای رایش سوم در رایشتاگ به تاریخ ۳۰ ژانویهٔ ۱۹۳۹ میلادی. در این سخنرانی که به پیشگویی هیتلر (en) مشهور شد، او در مقابل نمایندگان رایشس‌تاگ سخنرانی پُرشوری می‌کند و خطاب به ملت آلمان و جهان پیش‌بینی می‌کند که با شروع جنگ، جامعه یهودیان اروپا رو به زوال خواهد رفت. این پیش‌بینی با برنامهٔ «راه حل نهایی» به واقعیت پیوست.

راه حل نهایی (به آلمانی: Die Endlösung) برنامهٔ آلمان نازی برای کشتار جمعی سازمان‌یافتهٔ یهودیان در طول جنگ جهانی دوم بود که موجب به وقوع پیوستن هولوکاست شد. هاینریش هیملر طراح اصلی آن بود و آدولف هیتلر آن را راه حل نهایی مسئله یهود (به آلمانی: die Endlösung der Judenfrage) نامید.
طراحی و تصمیم‌گیری در مورد این مسئله در سال ۱۹۴۲ در کنفرانس وانزی در عمارتی در نزدیکی برلین اتفاق افتاد و در نهایت منجر به هولوکاست و کشته شدن دو سوم یهودیان اروپا و نود درصد یهودیان لهستان شد. به گفتهٔ تاریخ‌نویسان تصمیم‌گیری در مورد مسئلهٔ راه حل نهایی به یکباره اتفاق نیفتاد و نتیجهٔ پیشرفت تدریجی و مداوم بحث‌ها و مطالعات پیرامون «کشتن تمام یهودیان باقی‌مانده در دست آلمان نازی» در ۲۵ ماه اول شروع جنگ جهانی دوم بوده‌است. در سال ۱۹۴۰ پس از سقوط فرانسه آدولف آیشمن پیشنهاد نقل مکان و تبعید یهودیان را به فرانسه به عنوان مستعمره آلمان عنوان کرد. اما این پیشنهاد به دلیل هزینه بالای تدارکات لغو شد. به گفتهٔ رائول هیلبرگ، یک سال بعد واحدهای کشتار سیار و پس از آن قطارهای مرگ که یهودیان را به کمپ‌های مجهز به سیستم اجرای راه حل نهایی انتقال می‌داد شروع به کار کردند.

## پیشینه
راه حل نهایی نام برنامه نازی‌ها برای کشتار عمدی و ساختار یافته یهودیان اروپایی بود. این برنامه در واقع آخرین مرحله هولوکاست بود و از سال ۱۹۴۱ تا ۱۹۴۵ رخ داد. اگرچه شمار زیادی از یهودیان پیش از شروع «راه حل نهایی» کشته شده بودند، اما اکثریت قریب به اتفاق قربانیان یهودی در این دوره به قتل رسیدند.
اصطلاح «راه حل نهایی» به‌واژه‌ای بود که نازی‌ها برای اشاره به نقشه آنها برای نابودی قوم یهود به کار می‌بردند. برخی از مورخان استدلال می‌کنند که تمایل عمومی رهبران آلمان چنین بود که هنگام بحث در مورد راه حل نهایی بسیار مراقب باشند. برای مثال، مارک روزمن می‌گفت استفاده از چنین به‌واژه‌ای در واقع روش عادی آنها برای صحبت در مورد قتل بود. با این حال، جفری هرف چنین استدلال کرده‌است که نقش تعبیرات در تبلیغات نازی‌ها در برخی از مواقع اغراق‌آمیز بوده‌است، و در واقع رهبران نازی اغلب تهدیدهای مستقیم علیه یهودیان می‌کردند. به عنوان مثال، هیتلر در طی سخنرانی خود در ۳۰ ژانویه ۱۹۳۹ تهدید به «نابودی نژاد یهودی در اروپا» کرد.
از زمان به قدرت رسیدن در ژانویه ۱۹۳۳ تا آغاز جنگ در سپتامبر ۱۹۳۹، آزار و اذیت یهودیان در آلمان توسط نازی‌ها مبتنی بر ارعاب، مصادره پول و دارایی آنها و تشویق آنها به مهاجرت متمرکز بود. طبق بیانیه سیاست حزب نازی، یهودیان و کولی‌ها تنها «مردم بیگانه در اروپا» بودند.
در ابتدای جنگ، نازی‌ها به‌دنبال تغییر محل سکونت کل جمعیت یهودیان بودند. آنها طرح‌هایی را بررسی کردند تا یهودیان را به مناطق مشخصی در لهستان اشغالی و سیبری بفرستند. آنها حتی به تبعید یهودیان به ماداگاسکار، جزیره‌ای در قاره آفریقا نیز فکر کردند. اما در نهایت، این طرح‌ها با پیچیدگی‌های زیادی همراه بود؛ بنابراین، نازی‌ها به دنبال راه‌حل‌های دیگری برای «مسئله یهود» رفتند. آغاز جنگ و حمله به لهستان، جمعیتی بالغ بر ۳٫۵ میلیون یهودی لهستانی را تحت کنترل نیروهای امنیتی نازی و شوروی قرار داد که این سرآغاز هولوکاست در لهستان بود. در منطقه تحت اشغال آلمان در لهستان، یهودیان مجبور به ورود به صدها محله یهودی نشین موقت شدند.
دو سال بعد، با آغاز عملیات بارباروسا و تهاجم به اتحاد جماهیر شوروی در ژوئن ۱۹۴۱، نیروهای رده بالای آلمانی به دنبال طرح جدید یهودی‌ستیزی هیتلر برای ریشه کن کردن یهودیان و نه صرفاً اخراج آن‌ها شدند.

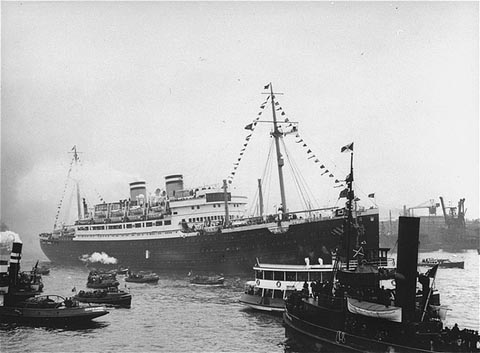
از پهلو گرفتن کشتی ام‌اس سنت لوئیس آلمانی که پناهجویان یهودی را حمل می‌کرد در بنادر کوبا، کانادا و آمریکا جلوگیری شد. کشتی سنت لوئیس در محاصره شناورهای کوچکتر، هاوانا، ژوئن ۱۹۳۹.
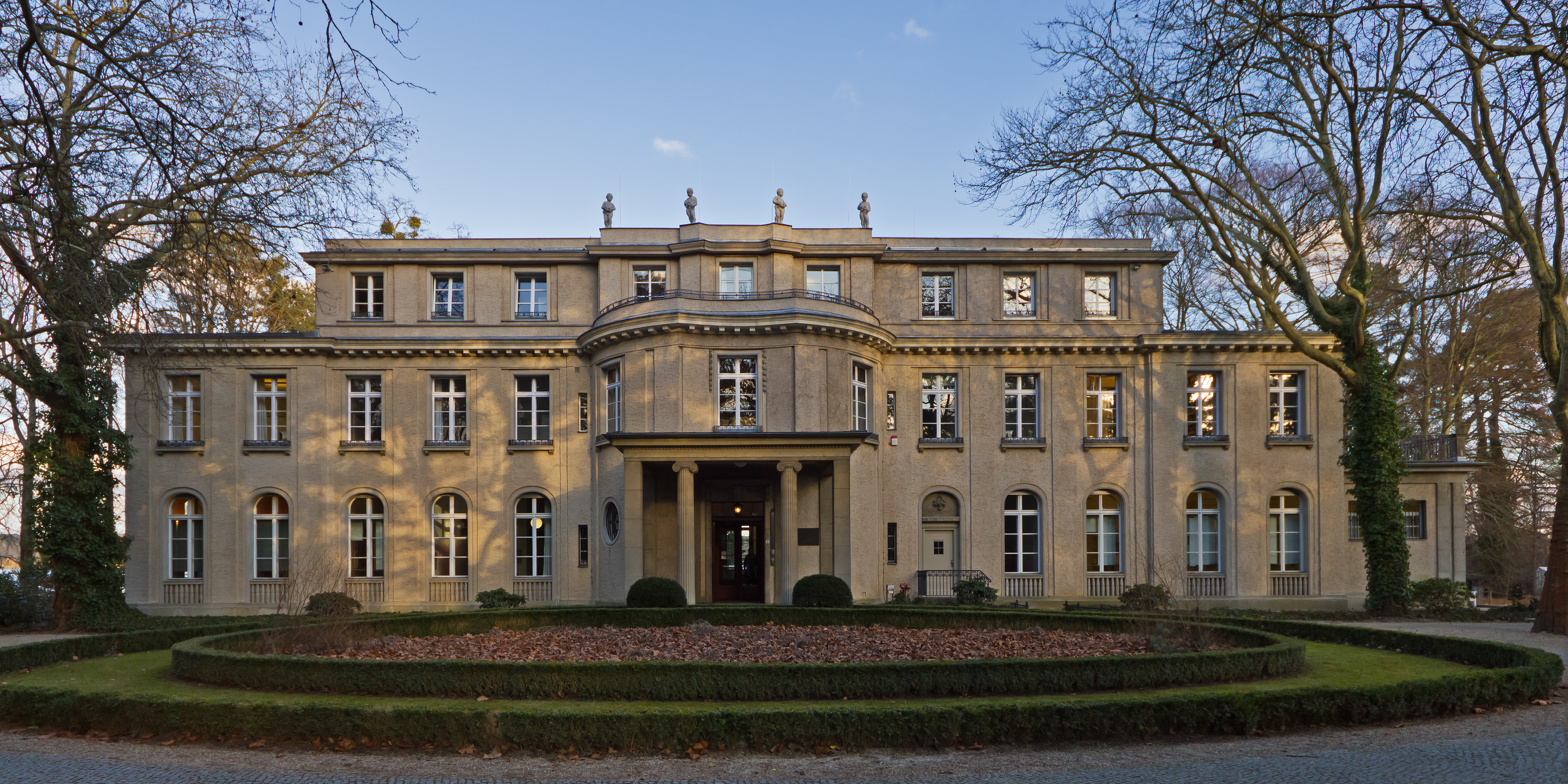
ساختمان ویلایی شماره ۵۶–۵۸ گرسن وانزه محل برگزاری کنفرانس وانزه که اکنون موزه است.